# フレッド・ガイ
フレッド・ガイ（Fred Guy、1897年5月23日 - 1971年12月22日）は、アメリカのジャズ・バンジョー奏者、ギタリスト。
ガイはバージニア州バークヴィルで生まれ、ニューヨークで育った。彼はジョセフ・C・スミスのオーケストラでギターとバンジョーを演奏した。1920年代初頭、ガイはデューク・エリントンのワシントニアンズに参加し、1930年代初頭にバンジョーからギターへ転向した。1949年までエリントンのオーケストラに在籍。引退後はシカゴに移り、20年間ボールルームを運営した。1971年、自殺により死去。